# Исторические мечети Астрахани

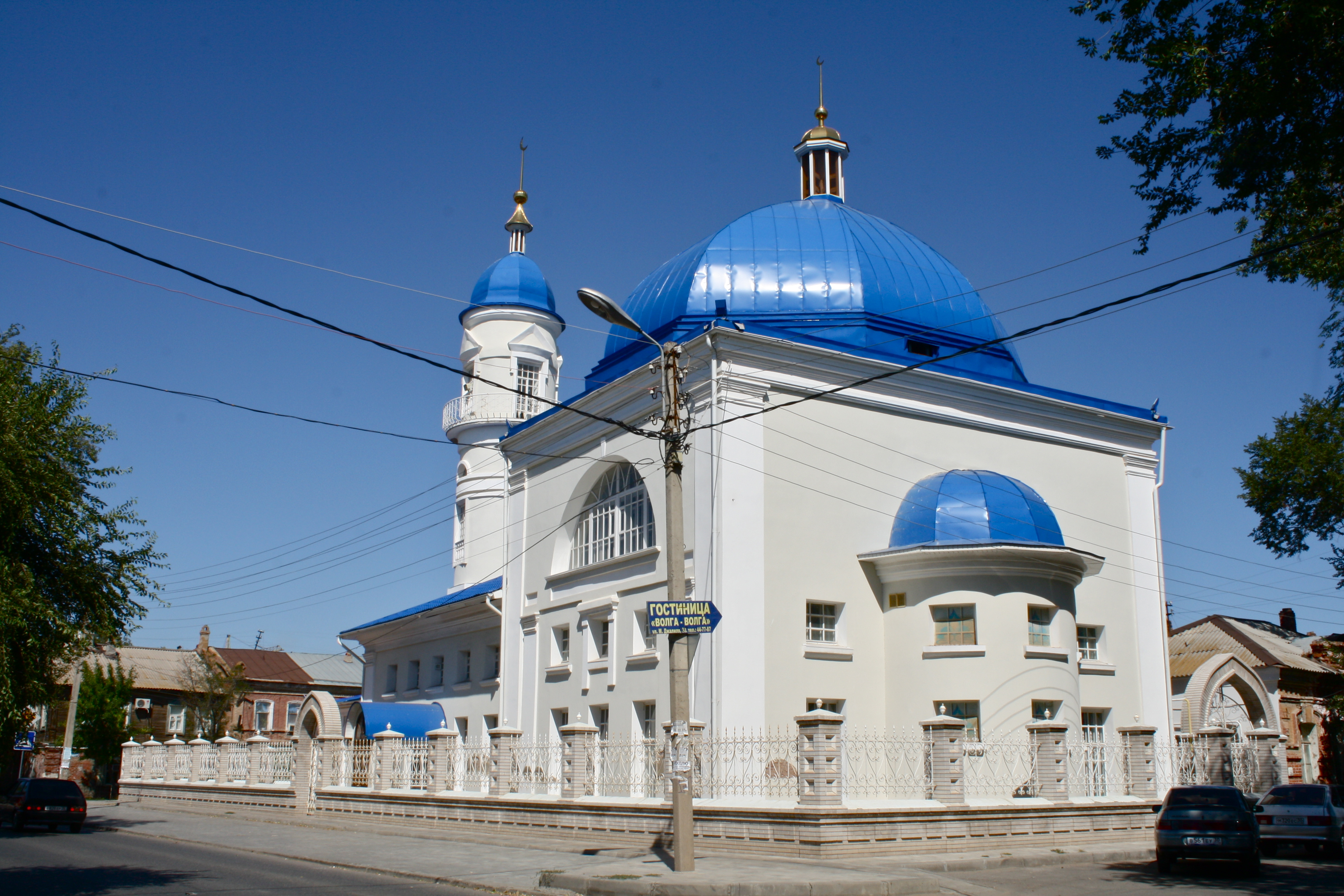
Белая мечеть

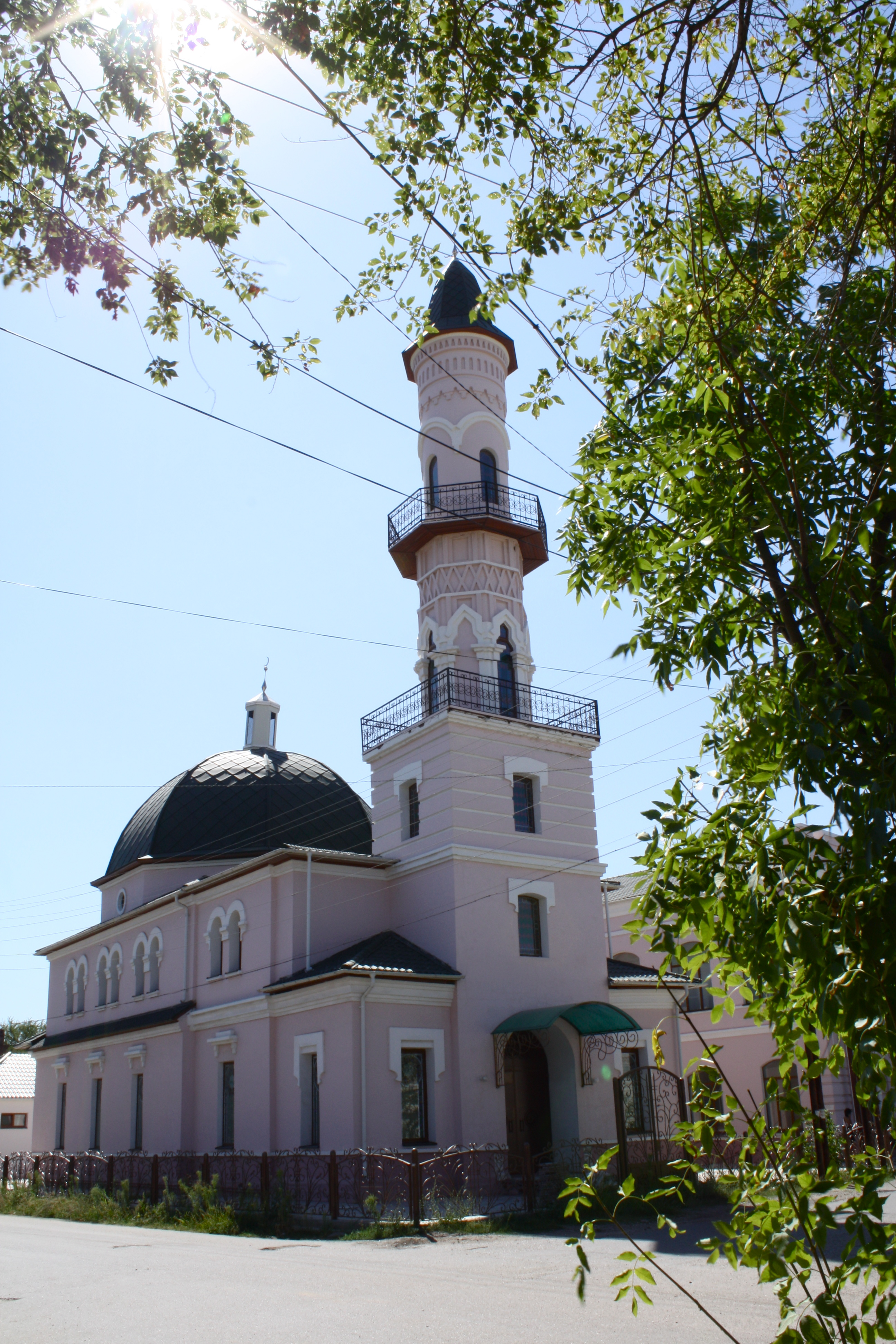
Чёрная мечеть

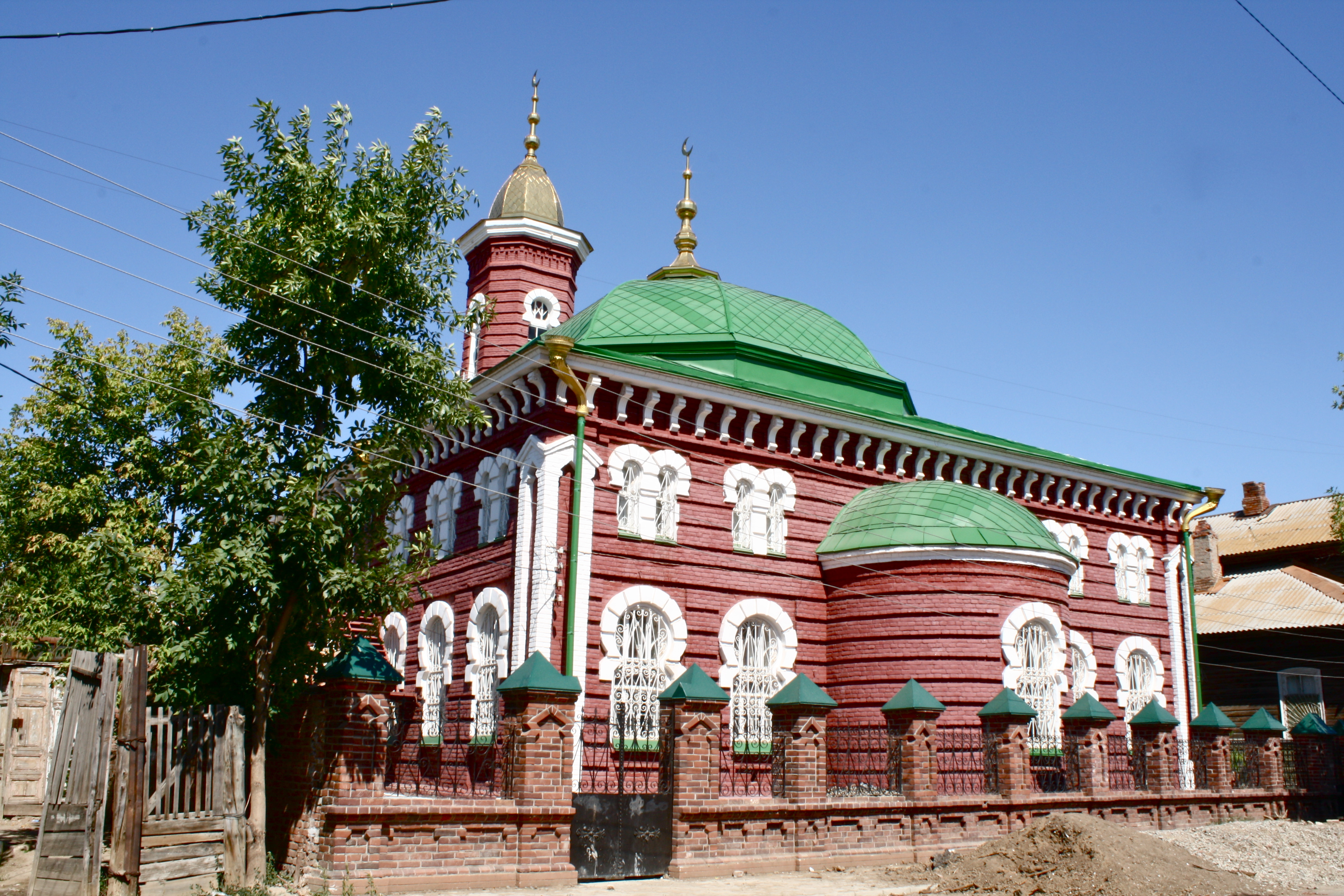
Красная мечеть

Исторические мечети Астрахани — мечети в городе Астрахань, построенные до 1917 года.
Белая мечеть (тат. Ак мәчет, № 11) — построена в камне в формах позднего классицизма в 1810 году на средства татарского купца первой гильдии Давида Измайлова на месте прежней деревянной. Первое письменное упоминание относится к 1777 году. В 1930—1992 годах здание использовалось в качестве детского сада, пошивочного цеха, пекарни, фанерной фабрики. В это период неоднократно перестраивалось. В 1992 году здание было возвращено верующим. К этому времени михраб и минарет были утрачены, окна растесаны, бывший одноэтажный объём был изменён и разделен перекрытиями на три этажа. В 1997 году при мечети было открыто медресе «Хаджи-Тархан». В 2000 году началась реставрация мечети. Активная фаза работ пришлась на 2006—2008 годы. Были восстановлены первоначальные объемно-планировочные решения. Находится по адресу ул. Зои Космодемьянской, 41/15.
Чёрная мечеть (тат. Кара мәчет, № 10) — построена в камне в 1816 году на средства купца Якупова на месте прежней деревянной. В 1930 года по решению президиума Окружного исполнительного комитета от  25 января мечеть была закрыта, а её помещение было передано под школу. Впоследствии здание мечети было разрушено, а в 2005 г. началось ее восстановление. Находится по адресу ул. Зои Космодемьянской, 48.
Ногайская мечеть (тат. Нугай мәчете, № 12) — деревянная мечеть построена в 1830 году. Выкрашена в зелёный цвет. В советское время продолжала функционировать. Находится по адресу ул. Казанская, 21.
Зелёная мечеть (тат. Яшел мәчет, № 8, Юртовская мечеть) — деревянная мечеть, находится на территории бывшей Царевской слободы. Она была построена в 1831 году неким Нураши Ниязовым. К приходу этой мечети относились жившие вокруг юртовские татары и ногайцы-карагаши. В 1938 году мечеть по решению Сталинградского облисполкома была закрыта и использовалась в качестве общежития, поликлиники. В настоящее время здание мечети заброшено и не функционирует. Находится по адресу ул. Менжинского, 90.
Персидская мечеть — шиитская мечеть построена в 1860 году на средства персидского общества. Она представляла собой здание кубической формы с полусферическим куполом и четырьмя башенками-минаретами по углам. Вначале мечеть имела деревянную ограду и деревянные ворота в виде арки. Позднее была построена каменная ограда. С 1939 года здание используется в качестве цеха швейной фабрики. Главный объём бывшей мечети сохранилось до настоящего времени, однако здание сильно подпорчено перестройками. Завершавшие его восьмерик и четыре башенки-минареты по углам утрачены. В настоящее время единственная из исторических мечетей, не возвращенная верующим. Находится по адресу ул. Кирова, 40.
Центральная мечеть (№ 9, Казанская мечеть) — построена в 1898 году на средства муллы Абдул-Вагапа Алиева и казанского купца Мухаммет-Шакира Казакова. В 1941—1950 годах закрывалась. Ныне известна также как Красная мечеть (тат. Кызыл мәчет), не следует путать её из-за этого названия с мечетью на Больших Исадах. Находится по адресу ул. Казанская, 62.
Мечеть на Больших Исадах (№ 13, Красная мечеть) — была построена в 1900 году. В 1935—1990 годах использовалась не по назначению. Ныне известна также как Кавказская мечеть, так как большинство прихожан составляют выходцы с Кавказа — приверженцы шафиитского мазхаба. Находится по адресу ул. Красная Набережная, 112.
Криушинская мечеть — построена в 1909 году на месте молитвенного дома, действовавшего с 1897 года. Своё имя получила по названию района Криуши, в котором находилась.В 1932—1997 годах использовалась в качестве склада бакалейных товаров, позднее дома культуры. В 1940 году был разобран минарет. Позднее были утрачены интерьеры. Восстановлена в 2004—2008 годах из полуразрушенного состояния. В настоящее время передана азербайджанской общине и действует как шиитская мечеть «Бакы» (Бакинская). Находится по адресу ул. Бакинская, 141.
Мечеть № 30 поселка Красноармейский Трусовского района г. Астрахани (ул. Саянская, д. 6). Мечеть построена в 1926 году, функционировала в советское время и относилась к пос. Татарская Абелёвка (Татаро-Абеловка) Приволжского района Астраханской области (ныне — в черте города). В 1995 году, в связи с открытием новой мечети в близлежащем с. Старая Кучергановка, мечеть на ул. Саянской стали использовать как училище-мектеб, но в 2000 году вновь вернули ей статус мечети.
Мечеть Камышлы (тат. Камышлы мәчет) – мечеть г. Астрахани, находящаяся на территории квартала "Казан эче" Царевской слободы (Тияк).Построена в середине XIX века. 
В 1920-е годы была закрыта и передана муниципалитету. Позже передана в частное владение. При мечети также имелось медресе. Также передана в частное владение. В 2010-е в здание бывшего медресе произошёл пожар.